# Tinderbox
Tinderbox i Odense er en stor dansk musikfestival, og Tusindårsskoven har siden første udgave i 2015 dannet ramme for festivalen. 
Kommunen har brugt omkring tre millioner kroner på at gøre festivalpladsen i Tusindårsskoven klar til festivalen, der i 2022 havde omkring 48.000 gæster. Tinderbox' slogan er: "Where words fail, music speaks".
Tinderbox er især kendetegnet af at være den eneste danske festival med en scene, som udelukkende er til elektronisk musik,[kilde mangler] nemlig Magicbox. Derudover er det store Tinderbox-skilt på bakken midt på pladsen samt det store pariserhjul blevet vartegn for festivalen.
I 2018 kom det nye område, Moonshine, til; et hyggeligt hule-område under trækronerne med diskokugler, farverige cocktails og DJ-musik. Samme år lancerede Tinderbox for første gang Comedy på programmet – dengang i dagtimerne på Teltscenen, men i 2019 rykkede Comedy-programmet til Groovebox, hvor man om aftenen kunne danse til 90'er-hits, når scenen blev indtaget af DJ's.

## Forretningsstruktur
Tinderbox blev startet af holding-selskaberne Down the Drain og MKS64 samt den tyske festivalarrangør FKP Scorpio[kilde mangler] med en mindre andel og afvikles af Tinderbox Entertainment, der i 2014 kom med ideen til Tinderbox [kilde mangler]. Odense Kommune etablerede i 2014 Odense&Co med iværksætter Ronnie Hansen som direktør[kilde mangler], hvor Tinderbox skal være det første bærende tiltag[kilde mangler]. Navnet "Tinderbox" har inspiration fra Fyrtøjet skrevet af den odenseanske digter og forfatter H.C. Andersen.
I dag ejer DTD Group festivalerne Tinderbox og NorthSide, koncertarrangøren DTD Concerts samt en andel af Haven Festival. DTD Group er en del af Superstruct Entertainment.

## Festivalen gennem årene
| # | År   | Dato           | Gæster | Hovednavne |
| - | ---- | -------------- | ------ | --- |
| 1 | 2015 | 26. – 28. juni | 23.000 | Robbie Williams, Calvin Harris, Axwell Λ Ingrosso, MØ, Major Lazer, Ellie Goulding, The Cardigans, Marie Key, Emeli Sandé, D-A-D, Carpark North, Julias Moon, All Time Low, Above & Beyond, Angel Haze, Bikstok, Black Rebel Motorcycle Club, Charli XCX, De Eneste To, Echosmith, Faith No More, Faithless, The Gaslight Anthem, Go Go Berlin, Hozier, James Blake, Joey Bada$$, Lars H.U.G., Love Shop, Milky Chance, Modest House, Nothing But Thieves, Passenger, Rasmus Walter, Rival Sons, Royal Blood, Sheppard, Spids Nøgenhat, TopGunn Magicbox: MORTEN, TooManyLeftHands, Robin Schulz, Oliver Heldens, R3HAB, Broiler, Cazzette, Henri Matisse, David Cueto, Dirty South, Duke Dumont, MK, Kryder, Tensnake, Thomas Jack |
| 2 | 2016 | 23. – 25. juni | 40.000 | David Guetta, Rammstein, Lukas Graham, Volbeat, Suede, The National, Jason Derulo, Dizzy Mizz Lizzy, The 1975, Aura, Baby In Vain, Band of Horses, Flogging Molly, Phlake, Mac Miller, Malk de Koijn, The Minds of 99, Of Monsters and Men, The Sandmen, Saybia, Scarlet Pleasure, Turboweekend, Ukendt Kunstner, Years & Years Magicbox: Steve Angello, Galantis, Lost Frequencies, TooManyLeftHands, Fedde le Grand, Otto Knows, Alan Walker, Av Av Av, Bassjackers, Bladtkramer, Cueto, Deniz Koyu, Don Diablo, EDX, Eeb Laurent, Emil Lange, Le Beouf, Sam Feldt, Seeb, Yellow Claw, Zeds Dead |
| 3 | 2017 | 22. – 24. juni | 36.000 | Martin Garrix, The Killers, Kings of Leon, Haim, Run-D.M.C., Pet Shop Boys, D-A-D, MØ, Kim Larsen & Kjukken, Lukas Graham, Die Antwoord, Sean Paul, Thomas Helmig, Travis Scott, Chinah, De Danske Hyrder, Fickle Friends, Folkeklubben, Gilli, Gogol Bordello, Jacob Dinesen, Jimmy Eat World, Jonah Blacksmith, Kaleo, Lemaître, Lightwave Empire, Louis Berry, Magtens Korridorer, Nathaniel Rateliff & The Night Sweats, Phlake, Rasmus Walter, Saveus, Sort Sol, Suspekt, Tina Dickow, Tove Lo, Veronica Maggio Magicbox: W&W, Afrojack, Galantis, TooManyLeftHands, Jonas Blue, AXRG, Bladtkramer, Dirty South, Electrick Village, Felix Jaehn, Filatov & Karas, John Martin & Michel Zitron, Kant, Kaskade, Kongsted, Martin Solveig, Nonsens, Nora en Pure, RL Grime, Throttle, Tujamo, Ummet Ozcan |
| 4 | 2018 | 28. – 30. juni | 45.000 | Tiësto, Kygo, Depeche Mode, Nik & Jay, Wiz Khalifa, Dizzy Mizz Lizzy, Jack White, Mads Langer, Carpark North, Scarlet Pleasure, Alanis Morissette, Alex Vargas, Bastille, Biffy Clyro, Bisse, The Breeders, Craig David, C.V. Jørgensen, Editors, Efternøler, De Danske Hyrder, French Montana, IAMJJ, Iggy Pop, Jamie Lawson, Kesi, Madness, Markus Valentin, Masego, Off Bloom, Prophets of Rage, Timur, Velvet Volume, Yungblud Magicbox: Steve Aoki, TooManyLeftHands, R3HAB, Kato, Alan Walker, Snavs, Bladtkramer, Frank Walker, Kungs, Laidback Luke, Lucas and Steve, Matoma, Nause, Pegboard Nerds, San Holo, Toby Green, Vini Vici, WhoMadeWho, Will Sparks, Zookeepers |
| 5 | 2019 | 27. – 29. juni | 45.000 | Swedish House Mafia, Billie Eilish, The Chainsmokers, Miley Cyrus, Diplo, Duran Duran, Lana Del Rey, The Minds of 99, A$AP Rocky, Macklemore, Suspekt, Benal, Crown the Beast, Dean Lewis, Den Gale Pose, Dermot Kennedy, Dropkick Murphys, Giorgio Moroder, Gnags, Greta Van Fleet, Karenina, L.O.C., Lil Uzi Vert, Lydmor, The Marcus King Band, Michael Falch, Neil Young + Promise of the Real, Peter Sommer, Phlake, Rick Astley, The Savage Rose, Sheryl Crow, Skunk Anansie, Sigrid, Stefflon Don, Trouble Is, Wolfmother Magicbox: Eric Prydz, Tujamo, TooManyLeftHands, Faustix, Martin Jensen, Deorro, Anna Lunoe, CID, Christoph, Deniz Koyu, Dzeko, EDX, Kris Kross Amsterdam, Lost Frequencies, Loud Luxury, Mambo Brothers, Nervo, Skiy, Vigiland, Zookeepers Groovebox: Haddaway & Dr. Alban, Barcode Brothers, Warp Brothers Comedy: Mick Øgendahl, Christian Fuhlendorff, Simon Talbot, Nikolaj Stokholm, Andreas Bo Pedersen, Anders Lund Madsen, Ane Høgsberg, Dan Andersen, Jacob Taarnhøj, Kasper Gross, Mahamad Habane, Mark Le Fêvre, Martin Nørgaard, Mikkel Klint Thorius, Morten Wichmann, Daniel Lill, Frederik Rosgaard, Jakob Thrane, Natasha Brock, Pelle Lundberg, Phillip Devantier. Live podcasts: Den Grå Side, Den Nye Stil |
|   | 2020 | 25. – 27. juni | Aflyst | Post Malone, Zara Larsson, Lukas Graham, AJ Tracey, Banks, Clara, Folkeklubben, Jonah Blacksmith, Jung, Kashmir, Lenny Kravitz, Parov Stelar, Spleen United Magicbox: Armin van Buuren, Hayden James, Meduza, Nonsens, Oliver Heldens, Shapov, Toby Green |
|   | 2021 | 24. – 26. juni | Aflyst | Kashmir |
| 6 | 2022 | 23. – 25. juni | 48.000 | Aqua, Muse, Imagine Dragons, Zara Larsson, MØ, The Minds of 99, Thomas Helmig, Scarlet Pleasure, Suspekt, Burhan G, Alex Vargas, Andreas Odbjerg, Coco O., Cheff Records, Clara, Drew Sycamore, George Ezra, Hjalmer, IAMDDB, Jonah Blacksmith, Jung, Kashmir, Kennyhoopla, Rasmus Walter, Saveus, Spleen United, Statisk, Tessa Magicbox: Acraze, Brennan Heart, BOILERS, Chocolate Puma, Hayden James, HEDEGAARD, Helle Helle, Imanbek, Joel Corry, KATO, LittGloss, Lost Frequencies, Mike Williams, Oliver Heldens, Purple Disco Machine, Rebecca & Fiona, Rikke Darling, Shouse, Timmy Trumpet, TooManyLeftHands, Vintage Culture, Yo Johnny Groovebox: Barcode Brothers, Cascada, Daze, Sash! Comedy: Ane Høgsberg, Anne Bakland, Christian Fuhlendorff, Heino Hansen, Jacob Taarnhøj, Jonas Mogensen, Lars Hjortshøj, Lasse Rimmer, Mark le Fêvre, Michael Schøt, Per Sodemann, Phillip Devantier, Torben Chris, Uffe Holm, Victor Lander |

## Flest koncerter på festivalen
| Antal | Kunstner         | År                                             |
| ----- | ---------------- | ---------------------------------------------- |
| 8     | TooManyLeftHands | 2015, 2016, 2017, 2018, 2019, 2022, 2023, 2024 |
| 3-4   | Bladtkramer      | 2016, 2017, 2018                               |
| 3-4   | Carpark North    | 2015, 2018, 2022                               |
| 3-4   | Lost Frequencies | 2016, 2019, 2022                               |
| 3-4   | MØ               | 2015, 2017, 2022, 2024                         |
| 3-4   | Phlake           | 2016, 2017, 2019                               |
| 3-4   | Rasmus Walter    | 2015, 2017, 2022                               |
| 3-4   | Scarlet Pleasure | 2016, 2018, 2022                               |
| 3-4   | Suspekt          | 2017, 2019, 2022, 2024                         |
| 3-4   | The Minds of 99  | 2016, 2019, 2022, 2023                         |
| 2-3   | Galantis         | 2016, 2017                                     |
| 2-3   | MORTEN           | 2015, 2018                                     |
| 2-3   | Lukas Graham     | 2016, 2017, 2023                               |
| 2-3   | Oliver Heldens   | 2015, 2022                                     |
| 2-3   | R3HAB            | 2015, 2018                                     |
| 2-3   | Tujamo           | 2017, 2019                                     |
| 2-3   | Zookeepers       | 2018, 2019                                     |

## Scener

### Magicbox
Magicbox er et område omkring Odense Friluftsbad bestående af en elektronisk scene. Hvert år får Magicbox en makeover med helt nye scenedesign – noget som scenens tilhængere ser meget frem til.

## 2020 aflysning
Grundet forsamlingsforbuddet henover foråret og sommeren i 2020, blev Tinderbox, samt øvrige danske festivaler, nødsaget til at aflyse årets udgave af festivalen som følge af corona-pandemien, der herskede verden over i 2019 og 2020.

## Boykot
De danske festivaler Roskilde, Skanderborg, Jelling og Nibe boykottede i 2014 bookingfirmaerne Skandinavian og Beatbox der står bag Tinderbox og Northside i Aarhus. Det er ellers de bureauer, festivalerne normalt hyrer deres koncertnavne fra. Festivalerne frygtede, at bookingbureauerne ville give fordele til deres egne festivaler Tinderbox og NorthSide.